# Tresnuraghes
Tresnuraghes là một đô thị ở tỉnh Oristano trong vùng Sardinia, có khoảng cách khoảng 130 km về phía tây bắc của Cagliari và cách khoảng 40 km về phía bắc của Oristano.
Tresnuraghes giáp các đô thị: Cuglieri, Flussio, Magomadas, Sennariolo.

## Quá trình thay đổi dân số
See table below.